# Grand Prix automobile d'Europe
Pour les articles homonymes, voir Grand Prix d'Europe.
Le Grand Prix automobile d'Europe est une épreuve du championnat du monde de Formule 1 disputée pour la première fois en 1983.
Entre 1923 et 1977, le Grand Prix d'Europe ne correspondait pas à une course à part entière mais à un titre honorifique decerné à l'issue de l'un des Grands Prix de la saison.

## Historique
À partir de 1983, par Grand Prix d'Europe, la FIA désigne généralement un Grand Prix qui se dispute dans un pays accueillant déjà un Grand Prix national. Ainsi, l'appellation Grand Prix d'Europe a successivement désigné le deuxième Grand Prix britannique (à Brands Hatch en 1983 et 1985 puis à Donington en 1993), le deuxième Grand Prix espagnol (à Jerez en 1994 et en 1997, et à Valence de 2008 à 2012) et le deuxième Grand Prix allemand (au Nürburgring en 1985, en 1995 et 1996, puis de 1999 à 2006). 
En 2007, en dépit de la tenue d'un seul Grand Prix en Allemagne (au Nürburgring), l'appellation GP d'Europe a subsisté aux dépens de l'appellation GP d'Allemagne. L'Automobile Club d'Allemagne (AvD), organisateur du Grand Prix disputé à Hockenheim (désormais uniquement organisé les années paires) et propriétaire de l'appellation GP d'Allemagne, a en effet refusé que cette appellation soit utilisée par l'Allgemeiner Deutscher Automobilclub (ADAC), une fédération concurrente qui organise le GP disputé au Nürburgring les années impaires. 
En 2008, le GP d'Europe s'est tenu sur le Circuit urbain de Valence, un circuit provisoire installé dans les rues de Valence en Espagne. Fin novembre 2010, les organisateurs veulent rompre leur contrat avec Bernie Ecclestone alors qu’il reste encore deux ans à honorer. La raison invoquée est le coût de plus de 30 millions d’euros pour organiser la course (18 de droits pour Ecclestone, plus l’organisation de la course, la promotion, la mise en place des infrastructures du circuit dans le port et le démontage) alors que la billetterie ne génère que 10 millions d’euros de recette. En 2008 il y a eu 112 000 places vendues et 75 000 en 2010.
Si l'appellation Grand Prix d'Europe a existé de manière autonome à partir de la saison 1983, elle a aussi désigné de manière honorifique d'autres épreuves. Par exemple, l'épreuve inaugurale du championnat du monde, en 1950 à Silverstone, était officiellement dénommée « Grand Prix de Grande-Bretagne et d'Europe ». Cette pratique a subsisté jusqu'en 1977.
Le Grand Prix d'Europe fait son retour lors de la saison 2016 de Formule 1 sur le circuit urbain de Bakou, en Azerbaïdjan. Il disparaît la saison suivante après le renommage de l'épreuve en Grand Prix d'Azerbaïdjan.

## Les différents circuits utilisés

Brands Hatch (1983 et 1985)
Donington Park (1993)
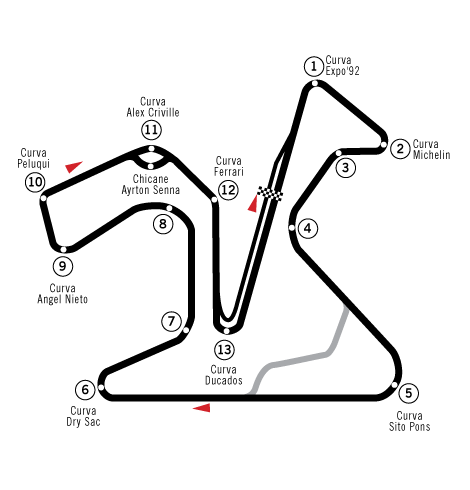
Jerez (1994 et 1997)
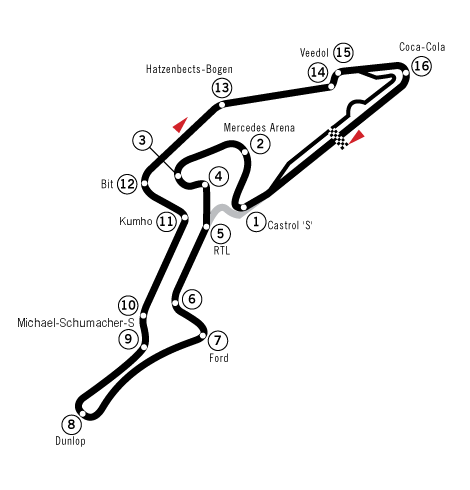
Nürburgring (1984, 1995-1996 et 1999-2007)
Valence (2008-2012)
Bakou (2016)

## Moments forts
Plusieurs Grands Prix d'Europe sont restés dans les annales de la Formule 1 depuis 1983.
- Grand Prix automobile d'Europe 1985 : en terminant quatrième de la course tandis que son principal adversaire Michele Alboreto avait dû abandonner, Alain Prost remporte son premier titre mondial.
- Grand Prix automobile d'Europe 1993 : sous la pluie, Ayrton Senna effectue une démonstration de pilotage, avec notamment un premier tour spectaculaire durant lequel il dépasse quatre concurrents.
- Grand Prix automobile d'Europe 1995 : auteur d'une remontée fulgurante, Michael Schumacher dépasse Jean Alesi à l'entame du dernier tour avant de s'envoler vers la victoire et prend une option quasi-définitive sur son deuxième titre mondial.
- GP d'Europe 1997 : dernière épreuve de la saison, la course est marquée par le duel Schumacher-Villeneuve. Schumacher s'auto-élimine dans une manœuvre litigieuse (qui lui vaudra d'être déclassé du championnat du monde) sur son rival canadien, lequel coiffe la couronne mondiale.
- Grand Prix automobile d'Europe 1999 : Heinz-Harald Frentzen réalise la pole position, à domicile, avec sa modeste Jordan. À l'issue d'une course marquée par des conditions météorologiques exécrables et de multiples rebondissements, Johnny Herbert offre à la jeune écurie Stewart sa seule victoire en Grand Prix, succès complété par la troisième place de son coéquipier Rubens Barrichello. Jarno Trulli monte sur son premier podium, également le dernier de Prost Grand Prix et d'un moteur Peugeot. Marc Gené marque son premier point, le premier de Minardi depuis 1995.
- Grand Prix automobile d'Europe 2005 : victime d'un spectaculaire bris de suspension à l'entame du dernier tour, causé par un plat sur son pneu après un blocage de roue, Kimi Räikkönen offre la victoire à son rival espagnol Fernando Alonso.
- Grand Prix automobile d'Europe 2007 : La course est marquée par des conditions météorologiques difficiles, un violent orage provoquant notamment cinq sorties de pistes lors des deux premiers tours, conduisant à une interruption puis à un second départ lancé derrière la voiture de sécurité. Pour son seul départ en Formule 1, Markus Winkelhock prend la tête de la course pendant six tours avec sa modeste Spyker F1 Team ; ce sont les seuls tours en tête de l'écurie. À quatre tours de la fin, à l'issue d'un rude combat, Fernando Alonso ravit la première place à Felipe Massa, en tête depuis trente-et-un tours.

- Grand Prix automobile d'Europe 2009 : À la suite d'un problème lors du ravitaillement de Lewis Hamilton, Rubens Barrichello hérite de la tête de la course à 21 tours de la fin, il ne la quittera plus, remportant ainsi sa première victoire depuis cinq ans.

- Grand Prix automobile d'Europe 2010 : Mark Webber, premier pilote à changer de pneus au septième tour, profite d’une piste claire pour rattraper rapidement Heikki Kovalainen. Dans le neuvième tour, il le percute à l’arrière en tentant de le doubler, effectue un demi-looping avant de retomber sur l’arceau de sécurité, puis part en un demi-tonneau pour s’encastrer dans un mur de pneus. Bien que les deux monoplaces soient détruites, les deux pilotes s’en sortent sans dommage physique.

- Grand Prix automobile d'Europe 2016 : Le long (6,003 km) circuit urbain de Bakou est inauguré par une course dominée de bout en bout par Nico Rosberg au volant de sa Mercedes AMG F1 W07 Hybrid. Parti de la pole position, leader durant les 51 tours, auteur du meilleur tour en course, vainqueur avec une large avance à l'arrivée, le pilote allemand réalise à cette occasion un hat trick et le deuxième grand chelem de sa carrière.

## Palmarès

### De 1923 à 1977
| Année     | Vainqueur                        | Écurie       | Grand Prix désigné | Résultats   |
| --------- | -------------------------------- | ------------ | ------------------ | ----------- |
| 1923      | Carlo Salamano                   | Fiat         | Italie             | Résultats   |
| 1924      | Giuseppe Campari                 | Alfa Romeo   | France             | Résultats   |
| 1925      | Antonio Ascari                   | Alfa Romeo   | Belgique           | Résultats   |
| 1926      | Jules Goux                       | Bugatti      | Saint-Sébastien    | Résultats   |
| 1927      | Robert Benoist                   | Delage       | Italie             | Résultats   |
| 1928      | Louis Chiron                     | Bugatti      | Italie             | Résultats   |
| 1929      | Non décerné                      | Non décerné  | Non décerné        | Non décerné |
| 1930      | Louis Chiron                     | Bugatti      | Belgique           | Résultats   |
| 1931-1946 | Non décerné                      | Non décerné  | Non décerné        | Non décerné |
| 1947      | Jean-Pierre Wimille              | Alfa Romeo   | Belgique           | Résultats   |
| 1948      | Carlo Felice Trossi              | Alfa Romeo   | Suisse             | Résultats   |
| 1949      | Alberto Ascari                   | Ferrari      | Italie             | Résultats   |
| 1950      | Giuseppe Farina                  | Ferrari      | Grande-Bretagne    | Résultats   |
| 1951      | Luigi Fagioli Juan Manuel Fangio | Alfa Romeo   | France             | Résultats   |
| 1952      | Alberto Ascari                   | Ferrari      | Belgique           | Résultats   |
| 1953      | Non décerné                      | Non décerné  | Non décerné        | Non décerné |
| 1954      | Juan Manuel Fangio               | Daimler-Benz | Allemagne          | Résultats   |
| 1955      | Juan Manuel Fangio               | Ferrari      | Monaco             | Résultats   |
| 1956      | Stirling Moss                    | Maserati     | Italie             | Résultats   |
| 1957      | Tony Brooks Stirling Moss        | Vanwall      | Grande-Bretagne    | Résultats   |
| 1958      | Tony Brooks                      | Vanwall      | Belgique           | Résultats   |
| 1959      | Tony Brooks                      | Ferrari      | France             | Résultats   |
| 1960      | Phil Hill                        | Ferrari      | Italie             | Résultats   |
| 1961      | Stirling Moss                    | Lotus        | Allemagne          | Résultats   |
| 1962      | Graham Hill                      | BRM          | Pays-Bas           | Résultats   |
| 1963      | Graham Hill                      | BRM          | Monaco             | Résultats   |
| 1964      | Jim Clark                        | Lotus        | Grande-Bretagne    | Résultats   |
| 1965      | Jim Clark                        | Lotus        | Belgique           | Résultats   |
| 1966      | Jack Brabham                     | Brabham      | France             | Résultats   |
| 1967      | John Surtees                     | Honda        | Italie             | Résultats   |
| 1968      | Jackie Stewart                   | Matra        | Allemagne          | Résultats   |
| 1969-1971 | Non décerné                      | Non décerné  | Non décerné        | Non décerné |
| 1972      | Emerson Fittipaldi               | Lotus        | Grande-Bretagne    | Résultats   |
| 1973      | Jackie Stewart                   | Tyrrell      | Belgique           | Résultats   |
| 1974      | Clay Regazzoni                   | Ferrari      | Allemagne          | Résultats   |
| 1975      | Vittorio Brambilla               | March        | Autriche           | Résultats   |
| 1976      | James Hunt                       | McLaren      | Pays-Bas           | Résultats   |
| 1977      | James Hunt                       | McLaren      | Grande-Bretagne    | Résultats   |

### Après 1983
| Année     | Vainqueur          | Écurie           | Circuit        | Résultats |
| --------- | ------------------ | ---------------- | -------------- | --------- |
| 1983      | Nelson Piquet      | Brabham-BMW      | Brands Hatch   | Résumé    |
| 1984      | Alain Prost        | McLaren-TAG      | Nürburgring    | Résumé    |
| 1985      | Nigel Mansell      | Williams-Honda   | Brands Hatch   | Résumé    |
| 1986-1992 | Non couru          | Non couru        | Non couru      | Non couru |
| 1993      | Ayrton Senna       | McLaren-Ford     | Donington Park | Résumé    |
| 1994      | Michael Schumacher | Benetton-Ford    | Jerez          | Résumé    |
| 1995      | Michael Schumacher | Benetton-Renault | Nürburgring    | Résumé    |
| 1996      | Jacques Villeneuve | Williams-Renault | Nürburgring    | Résumé    |
| 1997      | Mika Häkkinen      | McLaren-Mercedes | Jerez          | Résumé    |
| 1998      | Non couru          | Non couru        | Non couru      | Non couru |
| 1999      | Johnny Herbert     | Stewart-Ford     | Nürburgring    | Résumé    |
| 2000      | Michael Schumacher | Ferrari          | Nürburgring    | Résumé    |
| 2001      | Michael Schumacher | Ferrari          | Nürburgring    | Résumé    |
| 2002      | Rubens Barrichello | Ferrari          | Nürburgring    | Résumé    |
| 2003      | Ralf Schumacher    | Williams-BMW     | Nürburgring    | Résumé    |
| 2004      | Michael Schumacher | Ferrari          | Nürburgring    | Résumé    |
| 2005      | Fernando Alonso    | Renault          | Nürburgring    | Résumé    |
| 2006      | Michael Schumacher | Ferrari          | Nürburgring    | Résumé    |
| 2007      | Fernando Alonso    | McLaren-Mercedes | Nürburgring    | Résumé    |
| 2008      | Felipe Massa       | Ferrari          | Valence        | Résumé    |
| 2009      | Rubens Barrichello | Brawn-Mercedes   | Valence        | Résumé    |
| 2010      | Sebastian Vettel   | Red Bull-Renault | Valence        | Résumé    |
| 2011      | Sebastian Vettel   | Red Bull-Renault | Valence        | Résumé    |
| 2012      | Fernando Alonso    | Ferrari          | Valence        | Résumé    |
| 2013-2015 | Non couru          | Non couru        | Non couru      | Non couru |
| 2016      | Nico Rosberg       | Mercedes         | Bakou          | Résumé    |

### Classement des pilotes par nombre de victoires
| Victoires                                                       | Pilote             |
| 6                                                               | Michael Schumacher |
| 3                                                               | Fernando Alonso    |
| 2                                                               | Rubens Barrichello |
| 2                                                               | Sebastian Vettel   |
| 1                                                               | Nelson Piquet      |
| 1                                                               | Alain Prost        |
| 1                                                               | Nigel Mansell      |
| 1                                                               | Ayrton Senna       |
| 1                                                               | Jacques Villeneuve |
| 1                                                               | Mika Häkkinen      |
| 1                                                               | Johnny Herbert     |
| 1                                                               | Ralf Schumacher    |
| 1                                                               | Felipe Massa       |
| 1                                                               | Nico Rosberg       |
| Grille mise à jour après le Grand Prix automobile d'Europe 2016 |                    |